# Civitella Benazzone
Civitella Benazzone è una frazione del comune di Perugia (PG). I residenti sono 267.

## Geografia e clima
Civitella Benazzone è un borgo fortificato ubicato nella media valle del Tevere che ha origine da un castello medievale. Situato a circa 15 km a nord-est di Perugia (20 km su strada, percorrendo la E45 fino a Ponte Felcino per poi imboccare la via Eugubina) si sviluppa sulla sommità di un colle che raggiunge i 440 m.s.l.m. e che domina la valle dei torrenti Resina e Ventia, entrambi affluenti del Tevere (il Ventia, nato dal monte del Casale riceve le acque del torrente Rio prima di sfociare nel Tevere).

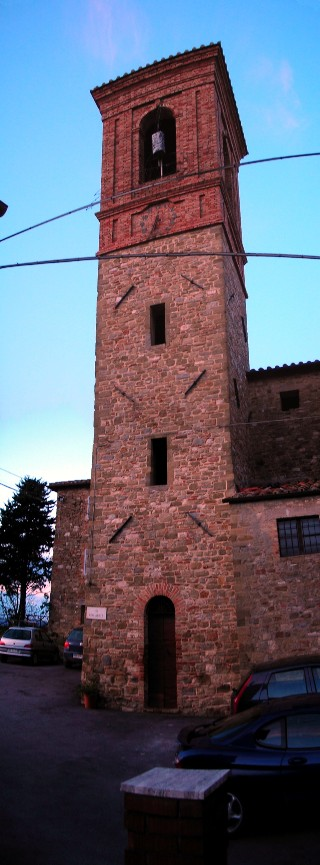
Torre principale della chiesa.

Il clima di Civitella Benazzone è di tipo temperato sublitoraneo con una media annua di 13,2 °C ed è caratterizzato da inverni freddi ma non rigidi (la temperatura media di gennaio, il mese più freddo, è di 5 °C) ed estati con temperature non eccessivamente elevate (la temperatura del mese più caldo, agosto, è di 23 °C). Nel corso dell'anno si registrano mediamente 37,2 giorni di gelo distribuiti tra novembre e aprile. Le precipitazioni, più abbondanti nella stagione primaverile e in quella autunnale, sono generalmente comprese fra i 650 e i 700 mm annuali. Precipitazioni di tipo nevoso possono prodursi sul finire dell'autunno e, ancor più, nei mesi invernali.
| Civitella Benazzone (PG) | Gen  | Feb  | Mar | Apr | Mag | Giu | Lug | Ago | Set | Ott | Nov | Dic | Anno |
| ------------------------ | ---- | ---- | --- | --- | --- | --- | --- | --- | --- | --- | --- | --- | ---- |
| Tp. max. media (°C)      | 8    | 9    | 12  | 16  | 21  | 25  | 29  | 30  | 24  | 19  | 13  | 9   | 17,9 |
| Tp. min. media (°C)      | 2    | 2    | 4   | 6   | 10  | 13  | 16  | 16  | 13  | 10  | 6   | 3   | 8,5  |
| Giorni di gelo           | 10,1 | 10,6 | 6,0 | 1,1 | 0   | 0   | 0   | 0   | 0   | 0   | 2,0 | 7,4 | 37,2 |
| Precipitazioni (mm)      | 56   | 62   | 60  | 78  | 59  | 36  | 23  | 20  | 49  | 69  | 92  | 76  | 680  |
| Neve (giorni)            | 1,9  | 2,4  | 1,1 | 0,1 | 0   | 0   | 0   | 0   | 0   | 0   | 0,4 | 1,8 | 7,7  |

## Storia
Secondo uno storico romano, il borgo nacque sulle rovine di Vesionica, un piccolo centro abitato dai vesicationes.
Il castello che diede origine al paese fu edificato con ogni probabilità verso la fine dell'XI secolo e prese il nome da qualche importante personaggio locale (accanto a Benazzone troviamo anche i nomi di Benzoni o Bonizzone). Era proprietà della abbazia di San Paolo in Val di Ponte, detta Badia Celestina in onore degli abiti celesti dei canonici di san Giorgio (dal 1468), in origine un monastero benedettino i cui resti ancora sono visibili nella valle sottostante. Nel 1110 l'abbazia già esisteva, nonostante non si conosca l'esatta data di costruzione.
A causa della sua privilegiata posizione a controllo della valle tiberina, fu sempre preda ambita e motivo di contese tra i perugini, i fiorentini ed i pontifici.
A partire dal 1376, ebbe la concessione per tenere un mercato domenicale.
Il 10 giugno 1491 venne data alle fiamme da Giampaolo Baglioni, Camillo Vitelli e Paolo Orsini che qui affrontarono i fuoriusciti perugini di Bernardino Ranieri.
Nel 1863 l'abbazia, ormai proprietà dello stato italiano, fu venduta e demolita per ricavarne materiale da costruzione. Venne lasciata però intatta la cripta romanica.

## Popolazione
Secondo i dati censuali del 2001 forniti dall'ISTAT aveva una popolazione di 131 abitanti.
In dieci anni la popolazione è quasi raddoppiata: nel 2011 l'Istat riferisce di aver censito nell'area 262 abitanti.

## Economia
Il relativo isolamento del luogo e la presenza di vaste zone boschive hanno permesso lo sviluppo di un certo numero di attività agroturistiche.

## Monumenti e luoghi d'arte

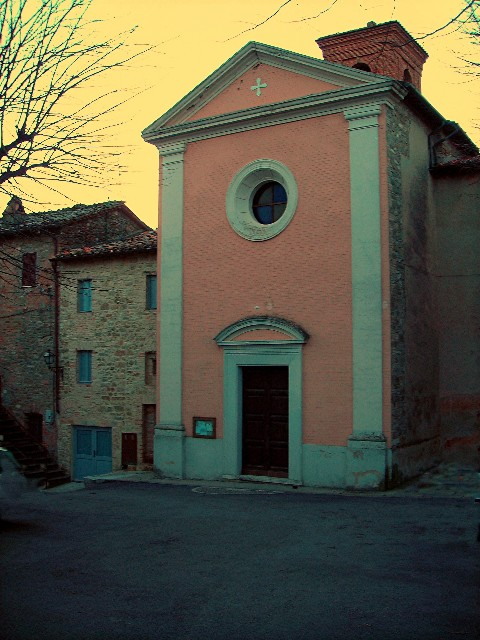
Chiesa dei Santi Andrea e Biagio, a Civitella Benazzone.

- Il castello, di cui sono ancora apprezzabili le mura e gli archi in pietra.
- Chiesa dei Ss. Andrea e Biagio (XVI secolo), contenente dipinti cinquecenteschi di Domenico Alfani  un allievo di Benedetto Bonfigli e collaboratore di Raffaello sopra l’altare maggiore. Nella parete destra è il Gonfalone processionale (1470-80), attribuito alla scuola di Benedetto Bonfigli con  influssi di Bartolomeo Caporali. Vi è raffigurata la Vergine che protegge con il suo manto i fedeli dalle frecce (simbolo della peste) scagliate dal Cristo-Dio giudice paragonato a Zeus . Il dipinto è di notevole importanza  storica-topografica per  la veduta di Civitella Benazzone[3]
- Abbazia Celestina (1109), nota come San Paolo in Val di Ponte, che arrivò ad ospitare sino a 10 monaci. È passata da proprietà dello Stato in mani private nel XIX secolo e venne demolita per ricavarne materiali da costruzione. Attualmente rimane solo l'originale cripta romanica.

## Sport
- Trekking
- Sport equestri